# Varginha
Varginha es un municipio brasileño del estado de Minas Gerais.

## Geografía
La ciudad está situada a orillas del lago Furnas, y al mismo tiempo equidistante de tres capitales de Brasil: São Paulo, Río de Janeiro y Belo Horizonte. 

## Historia
La colonización del sur de Minas Gerais comienza en el siglo XVII, cuando la región todavía pertenecía a la Capitanía de São Paulo. Los bandeirantes que venían de São Paulo a través del Valle de Paraíba cruzaron la Serra da Mantiqueira en la región del desfiladero de Embaú, ahora Passa Quatro. Entre los bandeirantes de São Paulo, el que más se destacó fue el primero y principal, Fernão Dias Pais Leme, que desafió la región y se dirigió hacia el norte hacia el sertão en busca de la leyenda indígena de Sabarabuçu. Los bandeirantes que buscaban piedras preciosas y regiones auríferas pasaron por la región de las orillas del Río Verde y el Río Grande, haciendo uno de sus primeros puntos de apoyo las cercanías de la actual ciudad de Baependi.